# Campionato nordamericano femminile under 19 di pallavolo
Il campionato nordamericano femminile under 19 di pallavolo (under 18 fino al 2021) è una competizione pallavolistica, organizzata dalla NORCECA, per squadre nazionali nordamericane, riservata a giocatrici con un'età inferiore di 19 anni.

## Edizioni
| Edizione                                                             | Edizione        | Podio           | Podio           | Podio           |
| Anno                                                                 | Organizzatore   | Campione        | Seconda         | Terza           |
| -------------------------------------------------------------------- | --------------- | --------------- | --------------- | --------------- |
| Dal 1998 al 2021 la competizione è riservata alle nazionali under 18 |                 |                 |                 |                 |
| 1998 Dettagli                                                        | Porto Rico      | Stati Uniti     | Porto Rico      | Canada          |
| 2000 Dettagli                                                        | Rep. Dominicana | Porto Rico      | Stati Uniti     | Rep. Dominicana |
| 2002 Dettagli                                                        | Stati Uniti     | Stati Uniti     | Rep. Dominicana | Porto Rico      |
| 2004 Dettagli                                                        | Porto Rico      | Stati Uniti     | Porto Rico      | Messico         |
| 2006 Dettagli                                                        | Stati Uniti     | Stati Uniti     | Rep. Dominicana | Porto Rico      |
| 2008 Dettagli                                                        | Porto Rico      | Stati Uniti     | Messico         | Rep. Dominicana |
| 2010 Dettagli                                                        | Guatemala       | Stati Uniti     | Messico         | Porto Rico      |
| 2012 Dettagli                                                        | Messico         | Stati Uniti     | Rep. Dominicana | Messico         |
| 2014 Dettagli                                                        | Costa Rica      | Rep. Dominicana | Stati Uniti     | Messico         |
| 2016 Dettagli                                                        | Porto Rico      | Rep. Dominicana | Stati Uniti     | Messico         |
| 2018 Dettagli                                                        | Honduras        | Stati Uniti     | Canada          | Cuba            |
| 2020                                                                 | -               | Non disputato   | Non disputato   | Non disputato   |
| Dal 2022 la competizione è riservata alle nazionali Under-19         |                 |                 |                 |                 |
| 2022                                                                 | -               | Non disputato   | Non disputato   | Non disputato   |
| 2024 Dettagli                                                        | Stati Uniti     |                 |                 |                 |

## Medagliere
| Pos. | Squadra         | 1º posto | 2º posto | 3º posto | Totale |
| ---- | --------------- | -------- | -------- | -------- | ------ |
| 1    | Stati Uniti     | 8        | 3        | 0        | 11     |
| 2    | Rep. Dominicana | 2        | 3        | 2        | 7      |
| 3    | Porto Rico      | 1        | 2        | 3        | 6      |
| 4    | Messico         | 0        | 2        | 4        | 6      |
| 5    | Canada          | 0        | 1        | 1        | 2      |
| 6    | Cuba            | 0        | 0        | 1        | 1      |